# 阿朱那-維利朗火山
阿朱那-維利朗火山是一座位於印度尼西亞爪哇島上的雙子火山，由阿朱那山與維利朗山組成，兩座山相距僅6（3.7英里），類型屬複式火山，其位於东爪哇省，火山周圍有大約10座火山碎屑錐。阿朱那-維利朗火山的主體較古老；其東面為亞令吉山（Mount Ringgit）南面為Linting山（Mount Linting）。山頂區域植被較少，在維利朗山多處有著火山噴氣孔田與硫磺礦床。
阿朱那山的名字來源為爪哇語的阿周那，他是摩訶婆羅多的英雄；維利朗山的名字來源則為硫磺的爪哇語。
此座火山最近的幾次噴發日期在1950年與1952年，1950年時的火山爆發指數最高等級到2，形式為爆裂式噴發。在1952年時的火山爆發指數等級僅止於0，而此次爆發也是該火山最近一次的噴發紀錄。阿朱那山靠近泗水－瑪琅聯絡道側的300公頃（740英畝）山坡，目前由第二座塔曼野生動物園管理。